# Cryptophagus vseteckai
Cryptophagus vseteckai is een keversoort uit de familie harige schimmelkevers (Cryptophagidae). De wetenschappelijke naam van de soort werd in 1977 gepubliceerd door Reska.